# Aitakama
Aitakama bzw. in anderen Schreibweisen: Aitaqama, Itakama, Itaqama, Etakkama, Etakama, Aitagama (hethitisch A-i-tag-ga-ma), Sohn des Šutatarra, war von etwa 1355 v. Chr. bis 1312 v. Chr. König von Kadesch.
Er galt zunächst als treuer Verbündeter Ägyptens, ehe er sich zu einem Bündnis unter Aziru auf die Seite der Hethiter stellte. Im weiteren Verlauf stellte sich Aitakama offen gegen Šuppiluliuma I., der ihn daraufhin gefangen nach Hatti führte. Nachdem Aitakama sich zur Unterstützung von Hatti bekennen musste, wurde er wieder von Šuppiluliuma I. als König in Kadesch eingesetzt. In den Amarna-Briefen wird er von Echnaton als Verräter, Parteigänger und Feind Ägyptens bezeichnet, mit dem man nicht an einem Tisch sitzt.
1312 v. Chr. führte er einen Aufstand im 10. Regierungsjahr des Muršili II. gegen Hatti an, wurde jedoch während der Belagerung von Kadesch durch die Hethiter von seinem Sohn Niqmaddu ermordet, der danach die Königschaft ausübte.